# Le Gorille (film)
Pour les articles homonymes, voir Gorille (homonymie).
Pour plus de détails, voir Fiche technique et Distribution.
Le Gorille (The Gorilla) est une comédie horrifique américaine, réalisée en 1939 par Allan Dwan, avec les Ritz Brothers, Lionel Atwill et Bela Lugosi. Elle est basée sur une pièce éponyme de Ralph Spence

## Synopsis
Kitty, la bonne de Walter Stevens lit tranquillement une œuvre de Shakespeare dans son lit quand surgit à la fenêtre le bras d'un gorille qui lui transmet un message pour son patron. Le message indique que Stevens sera le prochain sur la liste de ses victimes. Le gorille est le pseudonyme d'un tueur en série. Peters, le majordome, tente de calmer Kitty mais son attitude et son comportement éveillent les suspicions. Après avoir reçu sa nièce Norma et Jack, le fiancé de celle-ci, afin de leur parler d'héritage, Stevens engage les Ritz Brothers en tant que détectives privés afin de la protéger. Tard dans la soirée, un nouveau message envoyé à l'aide d'une pierre par la fenêtre précise que le crime aura lieu à minuit précise. Tout le monde attend dans l'anxiété et à minuit, Stevens disparaît après que l'électricité eut été coupée. À partir de ce moment, un chassé-croisé infernal s'installe dans la maison, d'autant qu'intervient un créancier de Stevens, un mystérieux personnage qui teste les passages secrets de la maison, un vrai gorille, puis son dresseur. L'enquête tourne en rond, le gorille enlève Norma puis la relâche. À la fin, la clé du mystère nous est dévoilée.

## Fiche technique
- Titre original : The Gorilla
- Titre français : Le Gorille
- Réalisation : Allan Dwan
- Scénario : Rian James, Sid Silvers d'après l'œuvre de Ralph Spence
- Musique : David Buttolph, David Raksin, Cyril J. Mockridge, Alfred Newman
- Cinématographie : Edward Cronjager
- Distribution : Twentieth Century-Fox
- Durée : 66 minutes
- Pays de production :  États-Unis
- Langue : Anglais
- Genre : Comédie horrifique
- Date de sortie :
  - États-Unis : 26 mai 1939

## Distribution
- les Ritz Brothers : le trio de détectives privés
  - Jimmy Ritz : Garrity
  - Harry Ritz : Harrigan
  - Al Ritz : Mulligan
- Anita Louise : Norma Denby, la nièce
- Patsy Kelly : Kitty, la bonne
- Lionel Atwill : Walter Stevens
- Bela Lugosi : Peters, le majordome
- Joseph Calleia : l'homme mystérieux
- Edward Norris : Jack Marsden, le fiancé de Norma
- Wally Vernon : le maître du gorille
- Paul Harvey : Conway, le créancier en colère
- Art Miles : Poe, le gorille